# كيفن شيلدون
كيفن شيلدون (بالإنجليزية: Kevin Sheldon)‏ (14 يونيو 1956 بستوك أون ترينت في المملكة المتحدة - ) هو مدرب كرة قدم ولاعب كرة قدم بريطاني في مركز جناح ‏. لعب مع بورت فايل وستوك سيتي ونادي بيرتن ألبيون ونادي كرو ألكساندرا وويغان أتلتيك وليك تاون ‏ ونادي تلفورد يونايتد وTrowbridge Town F.C. ‏.

## وصلات خارجية
- كيفن شيلدون على موقع قاعدة بيانات كرة القدم.إي يو (الإنجليزية)